# Lucchese
De familie Lucchese is een van de Five Families die de georganiseerde misdaad domineert binnen de maffia (of Cosa Nostra) in New York. De familie is ontstaan in de jaren twintig van de twintigste eeuw en houdt zich onder meer bezig met illegaal gokken, (grootschalige) diefstal, sigaretten- en drugssmokkel, loansharking, racketeering, fraude, heling en moord.
De familie Lucchese was jarenlang een van de rustigere maffiafamilies in de Verenigde Staten, in die zin dat er weinig interne problemen zoals oorlogen of muiterij voorkwamen. Dit veranderde echter toen de toenmalige baas Anthony Corallo besloot om Victor Amuso baas van de familie te maken. Amuso benoemde een van zijn beste vrienden tot onderbaas: Anthony Casso. Samen waren ze er verantwoordelijk voor dat de rustige periode ten einde kwam, doordat ze iedereen vermoordden die hun in de weg stond of van wie ze dachten dat hij een bedreiging voor hen vormde. 
Veel Lucchese-leden die vreesden voor hun leven besloten informant te worden. Het grootste voorbeeld hiervan is de toenmalige acting boss Alphonse D'Arco, die de eerste baas van een familie was die informant werd. Dit leidde ertoe dat de hele top van de familie Lucchese werd gearresteerd, waarna ook Casso informant werd. De getuigenissen van deze informanten hadden bijna tot gevolg dat de familie werd uitgeroeid. Amuso leidde al die tijd de familie vanuit de gevangenis. Dit deed hij tot 2012, waarna hij de macht overdroeg aan Steven "Wonderboy" Crea.